# Dipodium roseum
Dipodium roseum es una especie  de orquídea de hábitos terrestres. Es originaria de Australia.

## Descripción
Dipodium roseum es una orquídea de tamaño grande, que prefiere el clima fresco a frío, sin hojas y con hábito micoheterotrófico que florece en el verano de una inflorescencia erecta de 90 + cm de largo, con varias a muchas flores que abren sucesivamente. Parece tener una fuerte dependencia de los eucaliptos y  probablemente no aparecen en los bosques si los eucaliptos no están presentes. Es posible que esta orquídea sea parásita del hongo que normalmente se asocia con las raíces del eucalipto.

## Distribución y hábitat
Se encuentra en Australia en los estados de Victoria, Nueva Gales del Sur y Tasmania a una altitud  de 10 a 1400 metros en los bosques abiertos y cálidos. 

## Taxonomía
Dipodium roseum  fue descrita por D.L.Jones & M.A.Clem.  y publicado en Australian Orchid Research 2: 51. 1991.